# Werner Riebenbauer
Werner Riebenbauer (Vienna, 7 luglio 1974) è un ex ciclista su strada e pistard austriaco. Nel 2000 vinse il titolo nazionale in linea su strada.

## Palmarès
- 2000 (ELK Haus-Sportunion Schrems, due vittorie)

Campionati austriaci, Prova in linea
Solar-Radclassic-Gleisdorf
- 2001 (Team Nürnberger, due vittorie)

1ª tappa Vuelta Ciclista a Murcia (Murcia > Águilas)
1ª tappa Österreich-Rundfahrt (Dornbirn > Dornbirn)
- 2004 (Team Hervis, due vittorie)

Grand Prix Steiermark
3ª tappa Linz-Passau-Budweis (Passavia)
- 2005 (Team Apo Sport, una vittoria)

1ª tappa Linz-Passau-Budweis (Bad Leonfelden)
- 2008 (R.C. Arbö, una vittoria)

2ª tappa Steiermark Rundfahrt (Raab > Raab)
- 2008 (R.C. Arbö, due vittoria)

Kirschblütenrennen - Wels
2ª tappa Tobago International
- 2012 (R.C. Arbö, una vittoria)

3ª tappa Okolo Slovenska (Veľký Krtíš)

### Altri successi
- 1997 (Elite-2ª fascia, una vittoria)

Memorial Peter Dittrich - Elk-Heurigen Grand Prix - Grand Prix Delta-Bau (criterium)
- 2000 (ELK Haus-Sportunion Schrems, una vittoria)

Grand Prix der Oberbank Altheim
- 2004 (Team Hervis, tre vittorie)

Linz (criterium)
Braunau (criterium)
Schwanenstadt (criterium)
- 2005 (Team Apo Sport, una vittoria)

Linz (criterium)
- 2010 (R.C. Arbö, una vittoria)

Oberwart (criterium)

## Piazzamenti

### Grandi Giri
- Giro d'Italia

2003: ritirato (19ª tappa)

### Competizioni mondiali
- Campionati del mondo su strada

Zolder 2002 - In linea Elite: 36º
- Campionati del mondo su pista

Bogotá 1995 - Americana: 7º
Copenaghen 2010 - Inseguimento a squadre: 21º
Copenaghen 2010 - Scratch: 17º
- Giochi olimpici

Atlanta 1996 - In linea: 44º
Sydney 2000 - Americana: 5º